# Tadeo Allende
Tadeo Allende (ur. 20 lutego 1999 w Mina Clavero) – argentyńsko-włoski piłkarz, występujący na pozycji napastnika w amerykańskim klubie Inter Miami CF. Uczestnik Klubowych Mistrzostw Świata 2025.

## Statystyki

### Klubowe
Na podstawie:
| Klub                     | Sezonów | Liga                       | Liga  | Liga   | Puchar krajowy | Puchar krajowy | Kontynentalne | Kontynentalne | Suma  | Suma   |
| Klub                     | Sezonów | Liga                       | Mecze | Bramki | Mecze          | Bramki         | Mecze         | Bramki        | Mecze | Bramki |
| ------------------------ | ------- | -------------------------- | ----- | ------ | -------------- | -------------- | ------------- | ------------- | ----- | ------ |
| Instituto AC Córdoba     | 1       | Primera Nacional           | 24    | 0      | 0              | 0              | –             | –             | 24    | 0      |
| Godoy Cruz Antonio Tomba | 2       | Liga Profesional de Fútbol | 75    | 13     | 5              | 2              | –             | –             | 80    | 15     |
| Celta Vigo               | 2       | Primera División           | 11    | 1      | 2              | 2              | –             | –             | 13    | 3      |
| Inter Miami CF           | 1       | Superliga                  | 13    | 6      | 0              | 0              | 10            | 3             | 23    | 9      |
|                          | Łącznie | Łącznie                    | 123   | 20     | 7              | 4              | 10            | 3             | 140   | 27     |